# Lijst van voetbalinterlands Wit-Rusland - Zuid-Korea
Deze lijst van voetbalinterlands is een overzicht van alle officiële voetbalwedstrijden tussen de nationale teams van Wit-Rusland en Zuid-Korea. De landen speelden tot op heden een keer tegen elkaar. Dat was een vriendschappelijke wedstrijd op 30 mei 2010 in Kufstein (Oostenrijk). Voor het Zuid-Koreaans elftal was dit een oefenwedstrijd in de voorbereiding op het Wereldkampioenschap voetbal 2010.

## Wedstrijden
| № | Plaats   | Datum       | Competitie        | Wedstrijd                | Uitslag |
| - | -------- | ----------- | ----------------- | ------------------------ | ------- |
| 1 | Kufstein | 30 mei 2010 | Vriendschappelijk | Wit-Rusland – Zuid-Korea | 1 – 0   |

## Samenvatting
| Competitie        | Totaal gespeeld | Winst Wit-Rusland | Gelijk | Winst Zuid-Korea | Doelsaldo Wit-Rusland – Zuid-Korea |
| ----------------- | --------------- | ----------------- | ------ | ---------------- | ---------------------------------- |
| Vriendschappelijk | 1               | 1                 | 0      | 0                | 1 − 0                              |
| Totaal            | 1               | 1                 | 0      | 0                | 1 − 0                              |

BFF · A-internationals · Bondscoaches · Statistieken · Wit-Russisch vrouwenelftal · Olympisch elftal · W-Rusland U21 · W-Rusland U19 · W-Rusland U18 · W-Rusland U17 · W-Rusland U16
1990 – 1999 · 
2000 – 2009 · 
2010 – 2019 ·
2020 − 2029
1992 · 
1993 · 
1994 · 
1995 · 
1996 · 
1997 · 
1998 · 
1999 · 
2000 · 
2001 · 
2002 · 
2003 · 
2004 · 
2005 · 
2006 · 
2007 · 
2008 · 
2009 · 
2010 · 
2011 · 
2012 · 
2013 ·
2014 ·
2015 ·
2016 ·
2017 ·
2018 ·
2019 ·
2020 ·
2021 ·
2022 ·
2023
Albanië · 
Andorra · 
Argentinië · 
Armenië · 
Azerbeidzjan · 
Bahrein ·
België ·
Bosnië en Herzegovina · 
Bulgarije · 
Canada · 
Cyprus · 
Denemarken · 
Duitsland · 
Ecuador · 
Egypte · 
Engeland · 
Estland · 
Finland · 
Frankrijk · 
Gabon ·
Georgië · 
Griekenland · 
Hongarije · 
Honduras · 
Ierland ·
IJsland · 
India ·
Iran · 
Israël · 
Italië ·
Japan ·
Jordanië · 
Kazachstan ·
Kirgizië · 
Kosovo ·
Kroatië · 
Letland · 
Libië · 
Liechtenstein ·
Litouwen · 
Luxemburg · 
Malta · 
Mexico ·
Moldavië · 
Montenegro · 
Nederland · 
Nieuw-Zeeland ·
Noord-Ierland ·
Noord-Macedonië ·  
Noorwegen · 
Oekraïne · 
Oezbekistan · 
Oman · 
Oostenrijk · 
Peru · 
Polen · 
Roemenië · 
Rusland · 
San Marino · 
Saoedi-Arabië · 
Schotland · 
Slovenië · 
Slowakije · 
Spanje ·
Syrië ·
Tadzjikistan · 
Tsjechië · 
Tunesië · 
Turkije · 
Verenigde Arabische Emiraten · 
Wales · 
Zuid-Korea · 
Zweden · 
Zwitserland
KFA · A-internationals · Selecties · Bondscoaches · Zuid-Koreaans vrouwenelftal · Olympisch elftal · Zuid-Korea U21 · Zuid-Korea U20 · Zuid-Korea U19 · Zuid-Korea U18 · Zuid-Korea U17
1940 – 1949 ·
1950 – 1959 ·
1960 – 1969 ·
1970 – 1979 ·
1980 – 1989 ·
1990 – 1999 ·
2000 – 2009 ·
2010 – 2019 ·
2020 − 2029
WK 1954 · 
WK 1986 · 
WK 1990 · 
WK 1994 · 
WK 1998 · 
WK 2002 · 
WK 2006 · 
WK 2010 · 
WK 2014 · 
WK 2018
OS 1948 ·
OS 1964 ·
OS 1988 ·
OS 1992 ·
OS 1996 ·
OS 2000 ·
OS 2004 ·
OS 2008 ·
OS 2012 ·
OS 2016 ·
OS 2020
1948 ·
1949 ·
1950 · 
1951 · 1952 · 
1953 · 
1954 · 
1955 · 
1956 · 
1957 · 
1958 · 
1959 ·
1960 · 
1961 · 
1962 · 
1963 · 
1964 · 
1965 · 
1966 · 
1967 · 
1968 · 
1969 ·
1970 · 
1971 · 
1972 · 
1973 · 
1974 · 
1975 · 
1976 · 
1977 · 
1978 · 
1979 ·
1980 · 
1981 · 
1982 · 
1983 · 
1984 · 
1985 · 
1986 · 
1987 · 
1988 · 
1989 ·
1990 ·
1991 · 
1992 · 
1993 · 
1994 · 
1995 · 
1996 · 
1997 · 
1998 · 
1999 · 
2000 · 
2001 · 
2002 · 
2003 · 
2004 · 
2005 · 
2006 · 
2007 · 
2008 · 
2009 · 
2010 · 
2011 ·
2012 ·
2013 ·
2014 ·
2015 ·
2016 ·
2017 ·
2018 ·
2019 ·
2020 ·
2021 ·
2022 ·
2023 ·
2024
Afghanistan ·
Algerije ·
Angola ·
Argentinië ·
Australië ·
Bahrein ·
Bangladesh ·
België ·
Bolivia ·
Bosnië en Herzegovina ·
Brazilië ·
Brunei ·
Bulgarije ·
Burkina Faso ·
Cambodja ·
Canada ·
Chili ·
China ·
Colombia ·
Costa Rica ·
Cuba ·
Denemarken ·
Duitsland ·
Ecuador ·
Egypte ·
El Salvador ·
Engeland ·
Filipijnen ·
Finland ·
Frankrijk ·
Georgië ·
Ghana ·
Griekenland ·
Guam ·
Guatemala ·
Haïti ·
Honduras ·
Hongarije ·
Hongkong ·
IJsland ·
India ·
Indonesië ·
Irak ·
Iran ·
Israël ·
Italië ·
Ivoorkust ·
Jamaica ·
Japan ·
Jemen ·
Joegoslavië ·
Jordanië ·
Kameroen ·
Kazachstan ·
Kenia ·
Kirgizië ·
Koeweit ·
Kroatië ·
Laos ·
Letland ·
Libanon ·
Libië ·
Luxemburg ·
Macau ·
Malediven ·
Maleisië ·
Mali ·
Malta ·
Marokko ·
Mexico ·
Moldavië ·
Mongolië ·
Myanmar ·
Nederland ·
Nepal ·
Nieuw-Zeeland ·
Nigeria ·
Noord-Ierland ·
Noord-Korea ·
Noord-Macedonië ·
Noorwegen ·
Oekraïne ·
Oezbekistan ·
Oman ·
Pakistan ·
Palestina ·
Panama ·
Paraguay ·
Peru ·
Polen ·
Portugal ·
Qatar ·
Roemenië ·
Rusland ·
Saoedi-Arabië ·
Schotland ·
Senegal ·
Servië ·
Servië en Montenegro ·
Singapore ·
Slowakije ·
Soedan ·
Spanje ·
Sri Lanka ·
Syrië ·
Tadzjikistan ·
Taiwan ·
Thailand ·
Togo ·
Trinidad en Tobago ·
Tsjechië ·
Tunesië ·
Turkije ·
Turkmenistan ·
Uruguay ·
Venezuela ·
Verenigde Arabische Emiraten ·
Verenigde Staten ·
Vietnam ·
Wales ·
Wit-Rusland ·
Zambia ·
Zuid-Jemen ·
Zuid-Vietnam ·
Zweden ·
Zwitserland
Algerije (2014) · 
Australië (2015, 2) ·
België (2014) · 
Duitsland (2018) · 
Frankrijk (2006) · 
Griekenland (2010) ·
Mexico (2018) ·
Nigeria (2010) · 
Portugal (2022) · 
Rusland (2014) · 
Togo (2006) · 
Zweden (2018) ·
Zwitserland (2006)